# Valbo socken
Valbo socken i Gästrikland ingår sedan 1971 i Gävle kommun och motsvarar från 2016 Valbo distrikt. Distriktet är dock mindre än socknens ursprungliga omfattning.
Socknens areal är 546,51 kvadratkilometer, varav 503,81 land. År 2000 fanns här 12 908 invånare. En del av Gävle, tätorterna Forsbacka, Lund och Valbo samt Valbo kyrka i tätorten Gävle, strax öster om Valbo ligger i denna socken.

## Administrativ historik
Valbo socken har medeltida ursprung, och omtalas i skriftliga handlingar första gången 1302 ('Deinde Valabo') Ur socknen utbröts på 1400-talet Gävle stad. Flera områden har vid olika tidpunkter överförts till Gävle stad: 1911 Bomhus, 1919, 1935, 1940, 1942 (stenbäck), områdena Furuvik, Järvsta och Hemlingby överfördes 1965. Från Gävle stad till Valbo socken har överförts områden 1940. 1940 överfördes området Fleräng till Älvkarleby landskommun och Skutskärs församling i Uppsala län.   
Vid kommunreformen 1862 övergick socknens ansvar för de kyrkliga frågorna till Valbo församling och för de borgerliga frågorna bildades Valbo landskommun. Landskommunen uppgick 1971 i Gävle kommun.
1 januari 2016 inrättades distriktet Valbo, som omfattar samma område som Valbo församling hade 1999/2000 och alltså är mindre än Valbo sockens ursprungliga omfattning. Östra delarna av socknen ligger i distrikten Gävle Staffan och Bomhus.
Socknen har tillhört fögderier, tingslag och domsagor enligt vad som beskrivs i artikeln Gästrikland. De indelta båtsmännen tillhörde Första Norrlands förstadels båtsmanskompani.

## Geografi
Valbo socken ligger kring Gavleån söder och väster om Gävle med Storsjön i väster kusten i öster. Socknen har odlingsbygd i åns dalgång med skogsbygd i övrigt.

### Byar
- Alborga
- Allmänninge
- Backa
- Bäck
- Dalen
- Grååsen
- Häcklinge
- Johanneslöt
- Lund
- Mackmyra
- Rörberg
- Stackbo
- Sälgsjön
- Tavlan
- Tvea
- Västbyggeby
- Ytterhärde
- Åbyfors
- Åsbyggeby
- Öhn
- Östanbäck
- Överhärde

## Fornlämningar
Från stenåldern finns boplatser och från bronsåldern gravrösen. Från järnåldern finns nio gravfält. Tre runristningar har noterats och tre silverskatter har påträffats. På Ön i Gavleån finns lämningar efter medeltidsfästet Gaddaborg.

## Namnet
Namnet (1344 Valabo) innehåller val(e), 'vindfälle', efterleden är bo, bygd'.

## Befolkningsutveckling
| Befolkningsutvecklingen i Valbo socken 1750–1990                                                         | Befolkningsutvecklingen i Valbo socken 1750–1990 | Befolkningsutvecklingen i Valbo socken 1750–1990 | Befolkningsutvecklingen i Valbo socken 1750–1990 | Befolkningsutvecklingen i Valbo socken 1750–1990 |
| --- | ------------------------------------------------ | ------------------------------------------------ | ------------------------------------------------ | ------------------------------------------------ |
| |                                                  |                                                  |                                                  |                                                  |
| År |                                                  |                                                  | Folkmängd                                        |                                                  |
| 1750 | 1750                                             |                                                  | 1 748                                            |                                                  |
| 1760 | 1760                                             |                                                  | 1 842                                            |                                                  |
| 1769 | 1769                                             |                                                  | 2 004                                            |                                                  |
| 1780 | 1780                                             |                                                  | 2 138                                            |                                                  |
| 1790 | 1790                                             |                                                  | 2 402                                            |                                                  |
| 1810 | 1810                                             |                                                  | 3 011                                            |                                                  |
| 1820 | 1820                                             |                                                  | 3 353                                            |                                                  |
| 1830 | 1830                                             |                                                  | 3 707                                            |                                                  |
| 1840 | 1840                                             |                                                  | 4 075                                            |                                                  |
| 1850 | 1850                                             |                                                  | 4 688                                            |                                                  |
| 1860 | 1860                                             |                                                  | 5 373                                            |                                                  |
| 1870 | 1870                                             |                                                  | 5 393                                            |                                                  |
| 1880 | 1880                                             |                                                  | 6 276                                            |                                                  |
| 1890 | 1890                                             |                                                  | 7 360                                            |                                                  |
| 1900 | 1900                                             |                                                  | 11 709                                           |                                                  |
| 1910 | 1910                                             |                                                  | 10 279                                           |                                                  |
| 1920 | 1920                                             |                                                  | 11 341                                           |                                                  |
| 1930 | 1930                                             |                                                  | 12 639                                           |                                                  |
| 1940 | 1940                                             |                                                  | 12 021                                           |                                                  |
| 1950 | 1950                                             |                                                  | 12 813                                           |                                                  |
| 1960 | 1960                                             |                                                  | 12 525                                           |                                                  |
| 1970 | 1970                                             |                                                  | 11 076                                           |                                                  |
| 1980 | 1980                                             |                                                  | 12 473                                           |                                                  |
| 1990 | 1990                                             |                                                  | 13 076                                           |                                                  |
| Anm: Källor: Umeå universitet - Tabellverket 1749-1859, Demografiska databasen, CEDAR, Umeå universitet. |                                                  |                                                  |                                                  |                                                  |

## Kända personer från bygden
- Nicklas Bäckström
- Andreas Dackell
- Joa Elfsberg
- Magnus Lindqvist